# Перес Бурин, Диего
Диего Перес Бурин (исп. Diego Pérez Burín; р. 9 февраля 1962, Монтевидео) — уругвайский профессиональный теннисист, победитель 4 турниров Гран-при и АТР в одиночном и парном разрядах.

## Спортивная карьера
Диего Перес начал играть в теннис в четыре года, а в профессиональном теннисном турнире впервые появился в 17 лет, в 1979 году. В этом же году он впервые сыграл за сборную Уругвая в Кубке Дэвиса, принеся ей очко в матче с командой Перу, но затем проиграв все три свои встречи с чилийцами. В апреле 1981 года в Барселоне он выиграл свой первый профессиональный турнир (класса Challenger), в мае вышел в третий круг Открытого чемпионата Франции, где уступил недавно занимавшему первую строчку в рейтинге Джону Макинрою, а в сентябре в Палермо в паре с Хосе Луисом Дамиани выиграл свой первый турнир Гран-при.
В следующие несколько лет Перес дважды выигрывал национальное первенство Уругвая и неоднократно появлялся в полуфиналах турниров Гран-при, нанёс несколько поражений соперникам из мировой теннисной элиты (Гильермо Виласу, Хенрику Сундстрёму, Яннику Ноа, Андресу Гомесу) и, наконец, в феврале 1985 года на Открытом чемпионате Южной Америки дошёл до своего первого финала в одиночном разряде. Этот финал он проиграл, но в сентябре в Бордо всё же завоевал титул Гран-при в одиночном разряде.
Дальнейшая карьера Переса развивалась успешней не в одиночном, а в парном разряде. Хотя ему и в дальнейшем случалось побеждать ведущих теннисистов мира во встречах один на один, финалов и титулов это ему не приносило. Напротив, в парах в 1985 году он вышел в свой второй финал турниров Гран-при, а в следующие три года довёл счёт финалов уже до восьми, правда, так и не одержав ни одной новой победы. В эти годы он дважды побеждал пары, входящие в число сильнейших в мире: в 1986 году в Париже в паре с иранцем Мансуром Бахрами — Ги Форже и Янника Ноа, а через год в Итапарике с мексиканцем Хорхе Лосано — Кена Флэка и Томаша Шмида. В начале 90-х годов он ещё трижды проигрывал в финалах, пока наконец в последнем турнире 1992 года не завоевал свой второй титул в парном разряде. На этот же год приходятся его высшие успехи в турнирах Большого шлема: на Открытом чемпионате Франции он дошёл до четвёртого круга в одиночном и до третьего — в парном разряде. Наконец, именно в этом году он одержал свою самую громкую победу, обыграв в Открытом чемпионате Австрии первую ракетку мира Джима Курье.
Перес продолжал выступления до 1995 года. За год до окончания карьеры он выиграл свой третий турнир АТР в парном разряде. Каждый год своей карьеры он появлялся в составе сборной Уругвая в Кубке Дэвиса, проведя в общей сложности 33 матча и одержав 39 побед (31 из них в одиночном разряде, что является непобитым рекордом сборной, впоследствии повторённым Марсело Филиппини). После окончания активной игровой карьеры он сосредоточился на организации соревнований.

## Участие в финалах турниров Гран-при и АТР за карьеру (15)

### Одиночный разряд (2)
Победа (1)
| Дата        | Турнир         | Покрытие | Соперник в финале | Счёт в финале |
| ----------- | -------------- | -------- | ----------------- | ------------- |
| 16 сен 1985 | Бордо, Франция | Грунт    | Джимми Браун      | 6-4, 7-6      |

Поражение (1)
| Дата        | Турнир                  | Покрытие | Соперник в финале | Счёт в финале |
| ----------- | ----------------------- | -------- | ----------------- | ------------- |
| 25 фев 1985 | Буэнос-Айрес, Аргентина | Грунт    | Мартин Хайте      | 4-6, 2-6      |

### Парный разряд (13)

#### Победы (3)
| №  | Дата        | Турнир              | Покрытие | Партнёр           | Соперники в финале             | Счёт в финале |
| -- | ----------- | ------------------- | -------- | ----------------- | ------------------------------ | ------------- |
| 1. | 14 сен 1981 | Палермо, Италия     | Грунт    | Хосе Луис Дамиани | Белус Пражу Хайме Фильоль      | 6-1, 6-4      |
| 2. | 9 ноя 1992  | Сан-Паулу, Бразилия | Грунт    | Франсиско Роиг    | Кристер Аллгард Карл Лимбергер | 6-2, 7-6      |
| 3. | 22 авг 1994 | Умаг, Хорватия      | Грунт    | Франсиско Роиг    | Кароль Кучера Пол Уэкеса       | 6-2, 6-4      |

#### Поражения (10)
| №   | Дата        | Турнир                  | Покрытие | Партнёр           | Соперники в финале               | Счёт в финале |
| --- | ----------- | ----------------------- | -------- | ----------------- | -------------------------------- | ------------- |
| 1.  | 25 фев 1985 | Буэнос-Айрес, Аргентина | Грунт    | Эдуардо Бенгоэчеа | Кристиан Миниусси Мартин Хайте   | 4-6, 3-6      |
| 2.  | 8 сен 1986  | Штутгарт, ФРГ           | Грунт    | Мансур Бахрами    | Ханс Гильдемайстер Андрес Гомес  | 4-6, 3-6      |
| 3.  | 27 окт 1986 | Париж, Франция          | Ковёр    | Мансур Бахрами    | Джон Макинрой Питер Флеминг      | 3-6, 2-6      |
| 4.  | 14 сен 1987 | Женева, Швейцария       | Грунт    | Мансур Бахрами    | Рикардо Асиоли Луис Маттар       | 6-3, 4-6, 2-6 |
| 5.  | 23 ноя 1987 | Итапарика, Бразилия     | Хард     | Хорхе Лосано      | Серхио Касаль Эмилио Санчес      | 2-6, 2-6      |
| 6.  | 25 янв 1988 | Гуаружа, Бразилия       | Хард     | Хавьер Франа      | Рикардо Акунья Люк Дженсен       | 1-6, 4-6      |
| 7.  | 12 сен 1988 | Барселона, Испания      | Грунт    | Клаудио Медзадри  | Серхио Касаль Эмилио Санчес      | 4-6, 3-6      |
| 8.  | 11 июн 1990 | Флоренция, Италия       | Грунт    | Луис Маттар       | Серхи Бругера Орасио де ла Пенья | 6-3, 3-6, 4-6 |
| 9.  | 29 июл 1991 | Сан-Марино              | Грунт    | Кристиан Миниусси | Хорди Арресе Карлос Коста        | 3-6, 6-3, 3-6 |
| 10. | 26 окт 1992 | Гуаружа (2)             | Хард     | Франсиско Роиг    | Кристер Аллгард Карл Лимбергер   | 4-6, 3-6      |